# MTV审查制度
MTV审查制度（英語：Censorship on MTV）一直是近些年内非常具有争议的话题。音乐电视网是美国第一家和目前最受欢迎的音乐电视联播网，它因涉嫌对其节目内容进行审查而受到批评。在过去的几十年中，音乐电视网通过修改或移除节目编排表中的节目来应对投诉；同时它还会审查播出的音乐录影带，将有争议的音乐录影带移至深夜时段播出或甚至禁止播出。

## 节目内容审查
音乐电视台的热播节目《无厘取闹》在2000年代早期经常遭到审查。由于该节目的受欢迎程度，以及年轻观众热衷于模仿节目中危险表演的倾向，导致引发了很大的争议。尽管在该节目的开头、结尾，以及广告破口结束时都突出显示了警告内容，敦促观众不要模仿节目中播出的任何特技表演；同时节目方也未将相应的特技表演片段交由音乐电视网的其他节目播出。可即便如此，还是有很多观众因观看本节目而受伤。2001年，时任美国参议员乔·利伯曼敦促维亚康姆集团对节目内容承担更多责任，这导致该节目被移至晚间10点之后播出。节目制作人对于因利伯曼发言后导致音乐电视台管理层开始限制节目中的特技表演感到沮丧。这些限制最终导致几位演员的离开，最终迫使节目停播。
音乐电视台的强大影响力也影响到了知名动画片《瘪四与大头蛋》的播出。据称有一名儿童在看完这部动画片的某集内容后纵火烧毁了他家的房子，这引发了极大的争议。由于该争议，《瘪四与大头蛋》从原来的傍晚7点档时段移到深夜11点档时段播出。在重新播出之后，瘪四轻弹打火机的镜头以及高喊“火”的台词都从新剧集中剔除，并且连带一部分其他有争议的内容也被删除。由于审查的内容是如此广泛，这导致该动画片的原创者迈克·乔吉在制作精选版影碟时评论道，“其中有些情节在实际上甚至可能已经和原始版完全不同了”。
美国电视家长协会认为，由于音乐电视台所呈现内容的背景，致使那些被审查的内容很容易被识别出来。

## 音乐录影带审查
音乐电视台经常对在本频道及姊妹频道播出的音乐录影带内容进行审查并编辑，以删除涉及毒品、性爱、裸体、暴力、武器、恐同、自杀、宗教和广告等内容的歌词，并且会对脏话进行完全删除。通常，所有涉及种族诋毁的音乐录影带及节目在音乐电视网都会遭到审查，同时音乐电视台强调对所有种族和信仰的人持宽容态度。
歌词编辑的案例如下：
- 在肖恩·金斯顿的歌曲《漂亮女孩（英语：Beautiful Girls (Sean Kingston song)）》中，副歌部分的歌词“自杀（suicidal）”被替换成了“拒绝（in denial）”[11]。
- 在迈克尔·杰克逊的单曲《他们不在乎我们》中，音乐电视台将歌词里的和分别替换成和。杰克逊后来解释道，这首歌是用来阐释偏见的，因此使用犹太人作为解释性名词是错误的[12]。
- 在魔力红的歌曲《这份爱（英语：This Love (Maroon 5 song)）》中，由于可能的性暗示，音乐电视台屏蔽掉了歌词中的和[13]。
- 在拥抱人群乐团的歌曲《时髦气垫鞋（英语：Pumped Up Kicks）》中，音乐电视台删掉了歌曲中有关暴力部分的内容，和[14]。

### 限制播出
为了应对对某些敏感内容的批评，音乐电视台会将这些音乐录影带以审查格式的形式转移到深夜播出。

## 延伸阅读
- Nuzum, Eric D. . Harper Collins. 2009-10-27. ISBN 9780061976735.

- Williams, Casey.  (PDF). Parents Television Council（英语：Parents Television Council）. 2004-03-27  [2020-05-23]. （原始内容 (PDF)存档于2007-02-17）.